# Борнейский слон
Борнейский слон, или калимантанский слон, или карликовый слон Борнео (Elephas maximus borneensis) — подвид азиатского слона, обитающий на северо-востоке острова Калимантан.
Его происхождение остаётся предметом дискуссий, поскольку он описан в 1950 году шри-ланкийским зоологом Паулюсом Дераниягала по фотографии в журнале National Geographic, а не по живым экземплярам, как того требуют правила описания видов. Окончательное определение таксономического статуса подвида борнейского слона возможно только после проведения полноценного морфометрического и генетического исследования, чего пока не сделано и по причине чего данный подвид не является общепризнанным. С 1986 года борнейский слон был занесён в Красную книгу МСОП по причине того, что популяция сократилась как минимум на 50 % в течение последних трёх поколений (60—75 лет). Борнейскому слону грозит потеря мест обитания, деградация и разделение (фрагментация) популяции.
Археологическими данными не подтверждается существование слонов на Калимантане ранее XVIII века, что соответствует распространённой на острове легенде, будто бы слоны много лет назад были завезены сюда по приказу султана архипелага Сулу и затем оставлены в местных джунглях. Проведённые в 2003 году тесты на ДНК показывают родство борнейских слонов с подвидом Elephas maximus indicus. Однако, согласно тому же исследованию, популяция борнейских слонов эволюционировала независимо на протяжении порядка 30000 лет.